# Shannonite
La shannonite è un minerale.